# Куликова, Александра Андреевна (актриса)
Алекса́ндра Андре́евна Кулико́ва (род. 25 мая 1974, Ленинград, СССР) — российская актриса театра, кино и телевидения. Наиболее известна зрителям по ролям в фильмах «Волшебник», «Как поймать магазинного вора», «Про жену, мечту и ещё одну…» и нескольким телесериалам.

## Биография

### Карьера
Первоначально об актёрской карьере не задумывалась и даже поступила в медицинский институт, однако, бросила его после неудачных проб на роль в картине «Дожди в океане», заинтересовавшись работой в кино, и в итоге поступила во ВГИК, попав на курс к Анатолию Ромашину. Окончив его в 1997 году, работала в московских Театре Луны и драматическом театре им. К. С. Станиславского, но вскоре вернулась в Санкт-Петербург. С 1998 года — актриса БДТ им. Г. А. Товстоногова. 
В БДТ сыграла более 20 главных ролей в спектаклях Г.Козлова, А.Шапиро, Т.Чхеидзе, Н.Пинигина, Ж.Лассаля, А.Праудина, К.Богомолова и др.
В 2003 году входила в состав жюри литературной премии «Национальный бестселлер», а в 2011 — в состав жюри юбилейного «СуперНацбеста».
2017 год - участие в музыкально-поэтическом проекте Алексея Гориболя "Промельк Беллы" по стихам Беллы Ахмадулиной.
С 2017 года ездит с авторскими творческими и гуманитарными проектами на Донбасс.
Апрель 2017 года - 6 выступлений с литературной композицией "Россия, не бойся, мы с тобой!.." Композиция основана на стихах ленинградской Блокады и текстах донбасских авторов 2014-2017 годов.
Октябрь 2018 - премьера литературно-музыкальной композиции "Россия, не бойся, мы с тобой!.." в Донецкой государственной академической филармонии с камерным оркестром "Виола" под управлением заслуженного деятеля искусств ДНР Валерии Путри.
Выступления с этой работой в Горловке, Ясиноватой, в Рязани, Астрахани, Чебоксарах, Кронштадте и др.
2020 год с концертным ансамблем "Ричеркар" (Донецкой филармонии)  под руководством Валерии Путри выпущено два клипа на песни "Где он этот день?.." и "Фляга".
2021 год премьера авторской литературно-музыкальной композицией "Чехов наш" на сцене Донецкой академической филармонии с камерным оркестром "Виола" под руководством Валерии Путри.
В июне 2022 года - выступление с проектом "Россия, не бойся, мы с тобой!.." в Москве на Красной площади в рамках Книжного фестиваля "Красная площадь".
8 сентября 2022 года - выступление с проектом "Россия, не бойся, мы с тобой!.." на Марсовом поле в Петербурге в рамках проекта Блокадная ночь.
Март 2023 года - стала одним из создателей и художественным руководителем Арт-содружества "Музыка и Слово", объединившего артистов Петербурга и Донбасса.
23 марта 2023 года "Музыка и Слово" совместно с балетмейстером Андреем Кузнецовым-Вечесловым, музыкальным руководителем Валерией Путрей и музыкантами Луганской Академии культуры и искусств им.Матусовского представила премьеру новой литературно-музыкальной композиции "Жить полным вдохом" в Луганске. Программа основана на воспоминаниях артистки Кировского (Мариинского) балета Татьяны Вечесловой и книги мемуаров "Я иду по ковру" Андрея Кузнецова-Вечеслова.

### Личная жизнь
С первым мужем познакомилась ещё во время учёбы во ВГИКе Ильёй Хржановским. Разведены. Есть сын Андрей (участвовал в спектакле БДТ «Лето одного года» и сыграл главную роль в фильме «Крылья»).
Состояла во втором браке с режиссёром театра и кино Евгением Семёновым, родилась дочь Александра.

## Творчество

### Роли в театре

#### Театр Луны
- 1997 — «Отравленная туника» Н. Гумилёва.

#### МДТ имени Станиславского
- 1999 — «Fауст» по первой части трагедии «Фауст» Гёте.

Режиссёр: Борис Юхананов — Гретхен

#### БДТ имени Товстоногова
- 1999 — «Лес» А. Островского.

Режиссёр: Адольф Шапиро — Аксюша
- 2000 — «Перед заходом солнца» Г. Гауптмана.

Режиссёр: Григорий Козлов — Инкен Петерс
- 2000 — «Федра» Ж. Расина.

Режиссёр: Григорий Дитятковский — Арикия
- 2001 — «Таланты и поклонники» А. Островского.

Режиссёр: Николай Пинигин — Александра Негина
- 2003 — «Жорж Данден» Мольера.

Режиссёр: Жак Лассаль — Анжелика
- 2003 — «Маскарад» М. Лермонтова.

Режиссёр: Темур Чхеидзе — Нина
- 2004 — «Екатерина Ивановна» Л. Андреева.

Режиссёр: Николай Пинигин — Екатерина Ивановна
- 2007 — «Дама с собачкой» по одноимённому рассказу А. Чехова (в инсценировке Анатолия Праудина и Натальи Скороход).

Режиссёр: Анатолий Праудин — г-жа фон Дидериц
- 2009 — «Месяц в деревне» И. Тургенева.

Режиссёр: Анатолий Праудин — Наталья Петровна
- 2009 — «Мой бедный Марат» А. Арбузова.

Режиссёр: Е. Е. Семёнов — Лика
- 2012 — «Метод Гронхольма» Ж. Гальсерана.

Режиссёр: Темур Чхеидзе — Мерседес
- 2016 — «Война и мир» Л.Толстой.

Режиссёр: Виктор Рыжаков — роли — Шерер, Катишь.
- 2017 — «Это было со мной» Н.Хрущёва, А.Артёмов.

Режиссёр: Александр Артёмов.
- 2019. «Слава» — летчица Лена Медведева
- 2020. «MotherFatherSistersBrother» — Ольга

Театр им. Андрея Миронова
Режиссер: Антон Яковлев.
- 2018. «Воительница» — Домна Платоновна.

### Фильмография
| Год создания | Фильм / телесериал                 | Роль                                |
| ------------ | ---------------------------------- | ----------------------------------- |
| 2022         | Капкан на судью                    | Алёна Михайлова                     |
| 2022         | Аксентьев                          | Ирина Сергеевна Аксентьева          |
| 2021         | Где моя дочь?                      | Михайлова                           |
| 2019         | Формула мести                      | Нина Ивановна Бузырёва              |
| 2015         | Взрослые дочери                    | Вера                                |
| 2013         | Про жену, мечту и ещё одну…        | Мария                               |
| 2013         | Комплекс полноценности             | Вера                                |
| 2012         | Мать-и-мачеха                      | Анна Семёновна Кравченко (Болотова) |
| 2011         | Утомлённые солнцем 2: Цитадель     | невеста безногого солдата           |
| 2009         | Как поймать магазинного вора       | Вера                                |
| 2009         | Европа-Азия                        | женщина Ке-Ке                       |
| 2008         | Волшебник                          | Анна Извекова                       |
| 2008         | Безымянная: Одна женщина в Берлине | Маша                                |
| 2007         | Пером и шпагой                     | Екатерина II                        |
| 2007         | Бог печали и радости               | Катя                                |
| 2007         | Лучшее время года                  | Катя                                |
| 2007         | Литейный, 4 (1-й сезон)            | Ольга                               |
| 2007         | Ленинград                          | Сима Краско                         |
| 2006         | Улицы разбитых фонарей (7-й сезон) | Карина Бордовская / Клара Фирсова   |
| 2006         | Птица счастья                      | Саша Арбенина                       |
| 2006         | План «Б»                           | Вика                                |
| 2006         | Кружение в пределах кольцевой      |                                     |
| 2006         | Бункер, или Учёные под землёй      | Мария Ивановна Григорьева           |
| 2005         | Господа присяжные                  | Катя Арсеньева                      |
| 2002         | Копейка                            | жена Антона                         |
| 2002         | Дневник убийцы                     | Полина, музейный работник           |
| 2001         | Апрель                             | Алла                                |

## Награды и номинации

#### Награды
- Санкт-Петербургская независимая актёрская премия им. В. И. Стржельчика (2007)[7]
- XII международный телевизионный фестиваль в Баре (Черногория) — Лучшая женская роль, фильм «Бог печали и радости»[8].
- Медаль ордена «За заслуги перед Отечеством» II степени (16 июля 2018 года) — за большой вклад в развитие отечественной культуры и искусства, средств массовой информации, многолетнюю плодотворную деятельность[9].
- Благодарность Президента Российской Федерации (25 марта 2025 года) — за заслуги в развитии отечественной культуры и искусства, многолетнюю плодотворную деятельность[10].

#### Номинации
- «Золотой орёл» 2002 — «Лучшая женская роль второго плана», фильм «Апрель» 2001 года[11].
- «Золотая маска» 2009 — «Драма — Женская роль», спектакль «Дама с собачкой»[12].

«Золотой софит» за главную женскую роль: сезон 2017—2018, Театр Андрея Миронова, спектакль «Воительница» режиссёра Антона Яковлева.